# Trèfle d'or
Le Trèfle d'Or est une récompense décernée lors du Festival des Créateurs de jeux de société de Mens.
Ce festival, créé en 2002, est coorganisé par l'Office du Tourisme de Mens, la Maison des Jeux de Grenoble et l'éditeur Jeux F.K.. Les exposants doivent être créateurs, éditeurs ou distributeurs de jeux de société déjà édités. les produits présentés ne doivent pas être couverts par la publicité à la télévision, ni vendus par le biais des grandes surfaces généralistes.
Le public peut tester tout le week-end une centaine de jeux de société originaux et acheter les jeux directement auprès des créateurs. Un jury composé d'enfants et d'adultes teste un jeu par créateur et décerne le Trèfle d'Or.

## Vainqueurs
| Année | Jeu            | Auteur(s)                                          | Éditeur                    |
| ----- | -------------- | -------------------------------------------------- | -------------------------- |
| 2002  | Fais pas l'âne | Yves Renou                                         | Paille éditions            |
| 2003  | I Ching        | Pascal Rolly                                       | Territoires d'Outre-Mondes |
| 2004  | Art'themis     | - Françoise Roche - Marina Roche - Daniel Levalois | Valroc                     |
| 2005  | Bac à la carte | - René-Jacques Mayer - Patrick Scharnitzky         | Éditions du Two-Five       |
| 2006  | Polygone       | Fabien Vandenbussche                               | 1.2.3. Games Editions      |